# Piața Palatului (Sankt Petersburg)

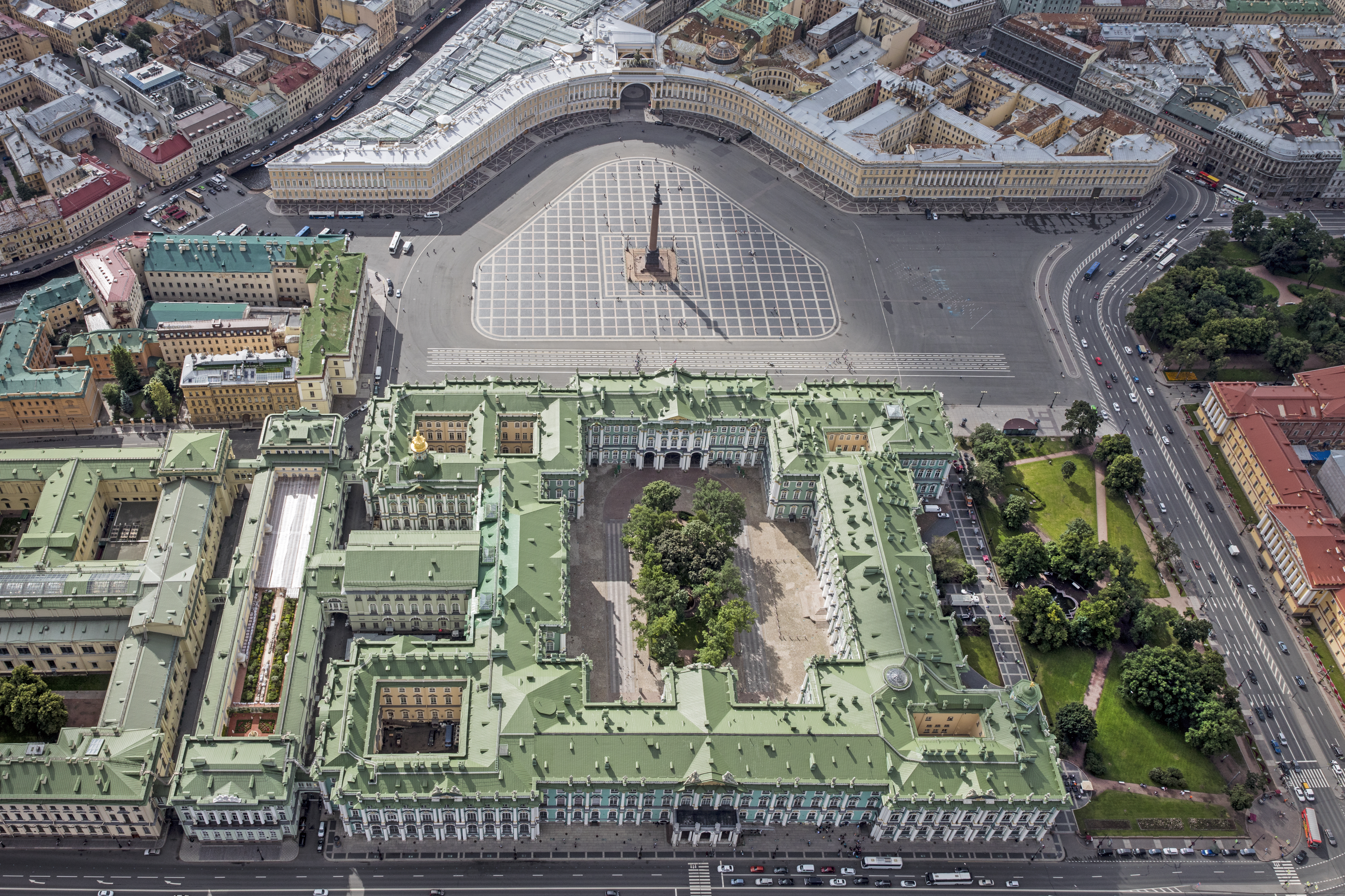
Vedere aeriană a Pieței Palatului, mărginită de Palatul de Iarnă (jos) și clădirea Marelui Stat Major (sus). În mijlocul pieței se află Columna lui Alexandru.

Piața Palatului (în rusă Дворцо́вая пло́щадь, transliterat: Dvorțovaia Ploșcead), care unește Nevski Prospekt cu Podul Palatului ce duce la Insula Vasilievski, este piața centrală a orașului Sankt Petersburg și a fostului Imperiu Rus. Aici au avut loc mai multe evenimente importante, inclusiv masacrul din Duminica însângerată (1905) și momente importante ale Revoluției din Octombrie 1917.
Numele pieței provine de la cea mai veche și cea mai celebră clădire care dă înspre piață, Palatul de Iarnă (clădire barocă alb-albastră reconstruită între anii 1754 și 1762) al țarilor ruși. Deși clădirile adiacente sunt proiectate în stil neoclasic, ele se potrivesc perfect cu palatul din punct de vedere al dimensiunilor, ritmului și monumentalității.
Partea sudică a pieței, vizavi de palat, a fost concepută în formă de semicerc de către George von Velten la sfârșitul secolului al XVIII-lea. Aceste planuri au fost finalizate o jumătate de secol mai târziu, când țarul Alexandru I al Rusiei (care a domnit în perioada 1801-1825) a dorit ca piața să devină un vast monument dedicat victoriei ruse din 1812-1814 asupra lui Napoleon și i-a comandat arhitectului Carlo Rossi să proiecteze în stil Empire clădirea Statului Major General (1819-1829), sub formă de semicerc, având în centru un arc de triumf dublu, încoronat de o cvadrigă romană.
În centrul pieței se află Columna lui Alexandru (1830-1834), proiectată de Auguste de Montferrand în onoarea țarului care a domnit în timpul înfrângerii lui Napoleon. Această coloană de granit roșu (cea mai înaltă de acest fel din lume) are 47,5 metri înălțime și cântărește aproximativ 500 de tone. Ea își menține echilibrul doar prin propria masă și nu necesită fixare.
În partea de est a pieței se află clădirea statului major al Corpului de Gardă (1837-1843), proiectată de Alessandro Brullo. Partea de vest, cu toate acestea, se deschide către Grădina Alexandrovski și Palatul Amiralității, făcând astfel ca Piața Palatului să devină o parte vitală a sistemului de piețe al orașului Sankt Petersburg.